# Black Lab
Black Lab — американская рок-группа, сформированная в Беркли, Калифорния в 1995 году и действующая по сей день, расположенная в Лос-Анджелесе и Монтане.
Группа выпустила один альбом под лейблом Geffen Records, названный Your Body Above Me, а также два радио хита в США, «Wash It Away» в 1997 году и «Time Ago».После того, как они покинули Geffen Records в 1999 году, коллектив подписал контракт с Epic Records, но не выпустили ни одного альбома и покинули лейбл через два года.
В настоящее время группа остается без контракта с каким бы то ни было лейблом. Они выпустили один мини-альбом и три полноразмерных альбома после 2003 года, последним из которых стал Two Strangers, выпущенные в октябре 2010. Passion Leaves a Trace, выпущенный в 2007 году, включал песню Mine Again, которая принесла группе известность в интернет СМИ. В настоящее время основными участниками группы являются Пол Дюрэм и Энди Эллис, им аккомпанируют Исаак Карпентер и Брайан Патуралски при записи в студии.

## История

### Your Body Above Me
Карьера Пола Дюрэма, как певца, началась в его родном городе, Туин-Фолс, когда ему предложили место в местном хоре. После окончания Оберлинского колледжа Дюрэм подрабатывал, подменяя учителя в Области залива Сан-Франциско, в то же время собирая первую музыкальную группу, назвав её Durham. У группы не было официальных выпусков, однако некоторые их записи были опубликованы в 2004 году, как часть сольного альбома Пола Дюрэма, Ten Million Years. В 1995 году группа была расформирована, и после рассмотрения нескольких предложений Пол Дюрэм подписал контракт с Geffen Records в 1996 году, сформировав Black Lab. В оригинальный состав группы вошли кроме Дюрэма басист Джеф Стэнфилд, гитарист Майкл Белфер и барабанщик Брайан Хед. Название группы образовано слиянием названий двух групп — Black Sabbath и Stereolab, повлиявших на творчество группы.

## Дискография

### Альбомы
- Your Body Above Me (Geffen, October 21, 1997)
- I Feel Fine (Self-released, 2003)
- See the Sun (Self-released, June 2005)
- Your Body Above Me: The Director’s Cut (Self-released, October 2006)
- Passion Leaves a Trace (Self-released, January 16, 2007)
- Technologie (Self-released, June 2007, electronica and B-sides)
- Give Us Sugar (Self-released, August 2009; B-sides and rarities collection)
- Two Strangers (Self-released, October 2010)
- Unplugged (Self-released, November 2011)
- A New World (Self-released, December 2016)

### Сольные и побочные проекты
- Ten Million Years — Songs from the Nineteen Nineties (Paul Durham, Self-released, 2004)
- Cake or Death (Cake or Death, Self-released, February 2006)
- Mirror Ball Associates: Covers, Vol. 1 (Mirror Ball Associates, Self-released, 2008)
- Stray Palace EP (Stray Palace, Self-released, 2009)

### Популярные синглы
| Год  | Название       | Позиции в хит-парадах | Позиции в хит-парадах | Позиции в хит-парадах | Позиции в хит-парадах | Альбом             |
| Год  | Название       | US Modern Rock        | US Mainstream Rock    | US Adult Top 40       | US Top 40 Mainstream  | Альбом             |
| ---- | -------------- | --------------------- | --------------------- | --------------------- | --------------------- | ------------------ |
| 1997 | «Wash It Away» | 13                    | 6                     | -                     | -                     | Your Body Above Me |
| 1998 | «Time Ago»     | 28                    | 26                    | 38                    | 37                    | Your Body Above Me |

### Появление в саундтреках
| Название фильма/телесериала      | Название песни                                                      |
| -------------------------------- | ------------------------------------------------------------------- |
| Запасные игроки                  | «Good»                                                              |
| Блэйд 3: Троица                  | «This Blood»                                                        |
| Баффи — истребительница вампиров | «Keep Myself Awake»                                                 |
| Не могу дождаться                | «Tell Me What to Say»                                               |
| Сделка с дьяволом                | «River of Joy» (только в трейлере)                                  |
| Любовь на острове                | «Perfect Girl» and «Lonely Boy»                                     |
| Permanent Midnight               | «Horses»                                                            |
| The Shield                       | «This Night» (Season 6 promo)                                       |
| Человек-паук                     | «Learn to Crawl»                                                    |
| Студенческая команда             | «Black Eye»                                                         |
| За что тебя люблю                | «Lonely Boy» (Season 3 Episode 13) «Remember»                       |
| Доктор Хаус                      | «This Night» (Season 7 Episode 16)                                  |
| Горячая точка                    | «Weightless» (Season 2 Episode 6) «The Fortress»                    |
| Банши                            | «This Night» (Season 2 Episode 10), «The Road» (Season 3 Episode 6) |